# Kognitive Ethnologie
Kognitive Ethnologie oder Kognitionsethnologie ist eine Forschungsrichtung der Ethnologie (Völkerkunde), die sich mit der Untersuchung der kulturell geprägten Vorstellungs- und Gedankenwelt ethnischer Gruppen und indigener Völker befasst. Übereinstimmende Denkschemata und  Deutungsmuster einer Ethnie können dabei als kollektive Identität begriffen werden. Frühe Grundannahmen der kognitiven Ethnologie waren: die Kultur sei gemeinsames Wissen, das Wissen habe die Form einer kulturellen Grammatik und die Sprache biete einen Zugang zu den mentalen Phänomenen.